# 배드 캅
《배드 캅》(영어: Bad Lieutenant)은 미국에서 제작된 에이블 페라라 감독의 1992년 네오누아르 범죄 드라마 영화이다. 하비 카이텔 등이 출연하였고, 메리 케인 등이 제작에 참여하였다.

## 줄거리
어린 두 아들을 가톨릭 학교에 데려다준 후, 익명의 뉴욕 경찰 중위는 유니언 스퀘어에서 발생한 이중 살인 사건 현장으로 차를 몰고 가기 전 코카인을 흡입한다. 중위는 마약상을 추적하여 범죄 현장에서 발견한 코카인 한 봉지를 건네준다. 그는 작은 크랙 코카인 봉지를 앞세워 코카인을 피운다. 중위는 며칠 안에 마약 판매로 번 돈을 돌려주겠다고 약속한다. 중위는 허름한 아파트에서 하루를 마무리하고, 술에 취해 두 여자와 쓰리섬을 즐긴다. 그런 다음 빨간 머리의 여성 마약 중독자를 찾아가 그녀와 함께 헤로인을 피운다. 이와 동시에, 한 수녀가 교회 안에서 두 명의 젊은 불량배에게 강간당한다.
다음 날 아침, 중위는 뉴욕 메츠와 로스앤젤레스 다저스의 내셔널 리그 챔피언십 시리즈 야구 경기 베팅에서 졌다는 사실을 알게 된다. 그는 다음 경기에서 다저스에 걸었던 돈을 두 배로 늘려 돈을 되찾으려 한다. 또 다른 범죄 현장에서, 중위는 피해자의 차를 샅샅이 뒤져 숨겨진 물건을 찾아내 코트 주머니에 쑤셔 넣는다. 그러나 가방은 동료들 앞에서 거리로 떨어진다. 중위는 거짓말을 하며 약물을 증거로 제출하려 했다고 말하며, 동료들에게 자신을 대신하여 증거를 제출하라고 지시한다.
한 병원에서, 중위는 수녀의 검시를 엿듣고 십자가에 찔렸다는 사실을 알게 된다. 그날 저녁, 그는 자신도 모르게 아버지의 차를 타고 클럽에 가는 두 십 대 소녀를 세운다. 그들이 무면허라는 것을 알게 된 중위는 소녀 한 명을 허리를 굽혀 치마를 걷어올리게 하고, 다른 한 명은 자신이 자위행위를 하는 동안 구강성교를 하도록 하여 소녀들에게 돈을 갈취한다. 다음 날, 그는 수녀가 상관에게 하는 자백을 엿듣는다. 수녀는 자신을 폭행한 사람이 누구인지 알고 있지만 누군지는 밝히지 않는다.
타임스 스퀘어를 차로 달리며 술을 마시고 마약을 하던 중, 중위는 다저스 경기 마지막 순간을 듣다가 메츠가 승리하자 마약에 취해 카 스테레오를 끈다. 3만 달러의 베팅 금액을 지불할 수 없음에도 불구하고, 중위는 다음 경기를 위해 베팅 금액을 두 배로 늘린다. 다저스가 또다시 패배하자, 중위는 남은 돈을 모두 술값에 탕진한다. 나이트클럽에서 코카인을 구한 후, 중위는 다시 베팅 금액을 두 배로 늘리려 하지만, 중위는 거부하며 도박업자가 자신을 죽일 것이라고 주장한다.
중위는 마약상에게서 3만 달러의 몫을 받고, 도박업자에게 직접 전화를 걸어 베팅을 한다. 두 사람은 매디슨 스퀘어 가든 앞에서 만나기로 한다. 그리고 중위는 빨간 머리 마약 중독자를 다시 찾아가 마지막으로 헤로인을 한 모금 마신다. 교회에서 그는 수녀에게 공격자들에게 복수하겠다고 말하지만, 수녀는 그들을 용서했다고 반복하며 떠난다. 감정이 격해진 중위는 예수의 환영을 보고 눈물을 흘리며 그를 저주한 후, 그의 죄악에 대해 용서를 구한다. 그 환영은 금잔을 든 여성으로 밝혀지는데, 알고 보니 남편의 가게에 전당포로 맡겨져 있던 것이었다.
여성의 도움을 받아 중위는 두 강간범을 추적하여 스패니시 할렘의 근처 마약 소굴로 데려가 수갑을 채운다. 세 남자는 라디오에서 메츠가 우승하는 소식을 들으며 마약을 피운다. 그는 그들을 버스 정류장으로 데려가는 대신, 항만청 버스 터미널로 데려다주고 3만 달러가 든 시가 상자와 함께 버스에 태워준다. 그리고 다시는 돌아오지 않겠다는 약속을 받는다. 터미널을 떠난 그는 펜 스테이션 앞 도로에 주차한다. 또 다른 차 한 대가 그의 옆으로 다가오더니, 중위가 만나기로 약속했던 도박업자로 추정되는 운전자가 중위를 사살한 후 급히 달아난다. 경찰이 도착하자 군중이 모여들기 시작한다.

## 출연진
- 하비 카이텔
- 빅터 아고
- 폴 칼더론
- 조이 런드
- 빈센트 라레스카
- 프랭키 손
- 폴 힙

## 기타 제작진
- 공동 제작: 랜들 사부사와
- 라인 제작: 다이애나 필립스
- 미술: 찰스 러골라